# Renegociação das dívidas dos estados brasileiros
A renegociação das dívidas dos estados brasileiros com o Governo Federal é um assunto que ganhou notoriedade por comprometer a estabilidade macroeconômica e as perspectivas de crescimento econômico do Brasil.
Segundo um estudo da Federação Brasileira de Associações de Fiscais de Tributos Estaduais (Febrafite), em 1998 o valor do empréstimo era de 93,2 bilhões de reais. Até dezembro de 2011, os estados tinham pagado 158 bilhões de reais. Mesmo assim a dívida só cresceu, e em junho de 2016, a dívida total dos estados e do Distrito Federal com a União somava pouco mais de 427 bilhões de reais. Por isso, os estados passaram e se queixar que o indexador usado (IGP-DI mais um percentual de 6% a 9% ao ano) criou uma espécie de agiotagem entre a União e os estados. Ou seja, os estados pagam, pagam e, ao final, a dívida só cresce.

## Histórico
O processo de endividamento dos estados se inicia na década de 1970, após a vigência do Código Tributário Nacional de 1966, que deu início a um processo de concentração do poder tributário no âmbito da União em detrimento aos estados e municípios. Só na década de 1970 foram aprovadas 953 resoluções autorizativas para empréstimos de toda a ordem, algumas inclusive com instituições em paraísos fiscais.

### 1993
Renegociações das dívidas marcaram, ao longo dos anos 90, as relações dos estados brasileiros com o governo federal. Isso após os anos 1980 — a chamada década perdida — já ter revelado ao país o descontrole na gestão fiscal em várias administrações estaduais em meio a crises econômicas. Num ambiente de hiperinflação e com boa parte dos estados quebrados, em 1993, o governo renegociou uma parte das dívidas. Para aliviar o caixa, a União deu um prazo de 20 anos aos estados para o pagamento do que deviam.

### 1997
A primeira grande renegociação das dívidas dos estados brasileiros com o governo federal ocorreu em 1997, durante o governo Fernando Henrique Cardoso. Entre 1997 e 1999, 25 estados (exceto Amapá e Tocantins) e 180 municípios fizeram esta primeira renegociação de dívidas. Eles deviam para vários fornecedores, em prazos muitas vezes curtos, dificultando renovar empréstimos. Segundo a Revista Época, naquele momento, o governo federal assumiu dívidas dos estados e se tornou credor deles. Foi ótimo para combater a inflação e organizar as contas públicas. Para dar certo, os estados teriam de fazer sua lição de casa, adaptando-se à Lei de Responsabilidade Fiscal. Não fizeram, e o sistema se tornou disfuncional.
O refinanciamento das dívidas dos estados pela União, previsto na Lei 9.496/97, veio associado a um conjunto de programas de ajuste fiscal e privatização do patrimônio público dos estados, além de um oneroso processo de saneamento de instituições financeiras.
A renegociação dessas dívidas gerou um contrato de 30 anos. Se, ao final do período, ainda existisse resto a pagar, o financiamento teria continuidade por mais 10 anos. Os valores eram corrigidos pelo IGP-DI acrescido de juro de 6%. A parcela não poderia exceder 13% da receita corrente líquida.
Estudos do Ministério da Fazenda dizem que essa fórmula foi interessante somente no início dos contratos. Depois, com as variações econômicas e a crise de 2008, se tornou desfavorável. A partir disso, os governadores começaram a pressionar por renegociação.
Não à toa, dois anos depois desta renegociação, o então governador de Minas Gerais, Itamar Franco, decretou a moratória do estado por 90 dias. Ele tentou ainda, sem êxito, derrubar na Justiça as suas obrigações. E teve que continuar pagando as suas parcelas da dívida, apesar da moratória estadual.

### 2016
Entre 1997 e 2000, o passivo inicial somava 112,176 bilhões de reais. De lá até 2016, governos estaduais já desembolsaram em juros e amortizações três vezes mais. Segundo a Febrafite e a Auditoria Cidadã da Dívida, entre 2002 e 2011, a União desembolsou 1,8 bilhão de reais brutos para pagar as parcelas vencidas das dívidas assumidas com os contratos de renegociação. Já os estados gastaram 83 vezes mais pagando o que devem ao Tesouro.
A negociação para a revisão dos indexadores da dívida entre estados e a União começou a se arrastar desde inicio dos anos 2000. Mas foi a partir da aprovação da Lei complementar 148/2014 e da Lei 151/2015, que autorizaram a União a conceder descontos aos estados, seguidas do decreto 8.616/2015, que estados recorreram ao STF.
Assim, no início de 2016, o Supremo Tribunal Federal (STF), em caráter liminar, beneficiou vários estados. Pelo entendimento da suprema corte, a dívida desses estados com a União podia ser paga considerando juros simples, sem a aplicação de sanções. Após as derrotas nas liminares, o Governo Federal apontou que o juro simples causará severo impacto em período de crise. Afirmou ainda que esse método poderá gerar insegurança jurídica, já que a maioria dos contratos feitos pelo mercado adotam o modelo composto, que implica juro sobre juro.
No fim de abril de 2016, o STF deu um prazo de 60 dias para os estados entrarem em acordo sobre dívidas com União.
Desta forma, no dia 20 de junho de 2016, estados e União chegaram finalmente a um acordo: o governo federal concordou em alongar as dívidas estaduais com a União por mais 20 anos e, também, em suspender até o fim de 2016 o pagamento das parcelas mensais de dívidas dos estados com a União. A cobrança das parcelas mensais, de acordo com o presidente em exercício Michel Temer, voltará a partir de janeiro de 2017, mas com desconto. O valor das parcelas aumentará gradualmente por um período de 18 meses. Além disso, conforme o então ministro da Fazenda, Henrique Meirelles, os estados deixarão de pagar cerca de 50 bilhões de reais ao governo federal até 2018 por conta da renegociação de suas dívidas, sendo 20 bilhões de reais só em 2016.
A contrapartida deste acordo, segundo explicou Temer, foi a inserção dos estados na proposta de limitação dos gastos públicos, que prevê que as despesas não podem crescer mais do que a inflação do ano anterior, medida pelo Índice Nacional de Preços ao Consumidor Amplo (IPCA).